# Манакін зелений
Манакін зелений (Cryptopipo holochlora) — вид горобцеподібних птахів родини манакінових (Pipridae).

## Поширення
Поширений від південно-східної частини Панами, уздовж передгір'їв Анд, через Колумбію, Еквадор, до південного сходу Перу. Мешкає у підліску вологих лісів, у низинах або на пагорбах (де він найбільш численний), до 1300 м над рівнем моря.

## Опис
Птах завдовжки 12 см. На відміну від інших манакінів, чиї самці і самиці абсолютно різні, цей птах не є статево диморфним. На схід від Анд оперення спини зелене, з оливково-зеленим горлом, грудьми і боками, жовтуватим черевцем. Райдужка темна. Виявляє нечіткі бліді очі. Ноги сірі. Птахи на захід від Анд темніші й тьмяніші (більш оливкові), тому жовте черевце контрастніше.

## Підвиди
- Cryptopipo holochlora suffusa (Griscom, 1932) — східна Панама і прилегла північно-західна Колумбія.
- Cryptopipo holochlora litae (Hellmayr, 1906) — на захід від Анд у східній Колумбії та західному Еквадорі, а також в північній частині центральних Анд на північному заході Колумбії.
- Cryptopipo holochlora holochlora (Sclater, 1888) — східний схил Анд і прилеглі низовини від Колумбії на південь до центрального Перу.
- Cryptopipo holochlora viridior (Chapman, 1924) — східний схил Анд у південно-східному Перу.